# Mario Hieblinger
Mario Hieblinger (Mistelbach, 5 giugno 1977) è un ex calciatore austriaco, di ruolo difensore.

## Carriera

### Club
Dopo aver giocato in varie squadre di club austriache, nel 2006 si trasferisce all'Ergotelis.

### Nazionale
Conta 12 presenze con la nazionale austriaca.